# Huis Pallaes
Huis Pallaes is een stadskasteel in het centrum van de Nederlandse stad Utrecht.
Huis Pallaes verrees als groot stenen huis in het tweede kwart van de 13e eeuw aan de Ganzenmarkt 4-6. Het stadskasteel zonder weerbaar karakter is destijds gebouwd op een 16 meter breed perceel. Het hoofdgebouw is 9 meter breed en 27 meter diep. Tot het perceel behoort nog een zijhuis. De oorspronkelijke indeling bestaat uit drie bouwlagen met meerdere kelders. Vandaag de dag heeft het een plat dak. In de 20e eeuw is Huis Pallaes diverse malen ingrijpend verbouwd.